# سیارک ۲۵۸۳
سیارک ۲۵۸۳ (به انگلیسی: 2583 Fatyanov، نامگذاری:1975XA3) دو هزار و پانصد و هشتاد و سومین سیارک کشف شده‌است که در ۳ دسامبر ۱۹۷۵ کشف شد.
قدر مطلق سیارک برابر ۱۳٫۰۰ است.